# Discestra pallidistigma
Discestra pallidistigma är en fjärilsart som beskrevs av Barend J. Lempke 1964. Discestra pallidistigma ingår i släktet Discestra och familjen nattflyn. Inga underarter finns listade i Catalogue of Life.